# آرثر باول هاربر
آرثر باول هاربر (بالإنجليزية: Arthur Paul Harper)‏ هو محامي نيوزيلندي، ولد في 27 يونيو 1865، وتوفي في 30 مايو 1955.